# Marina Beach

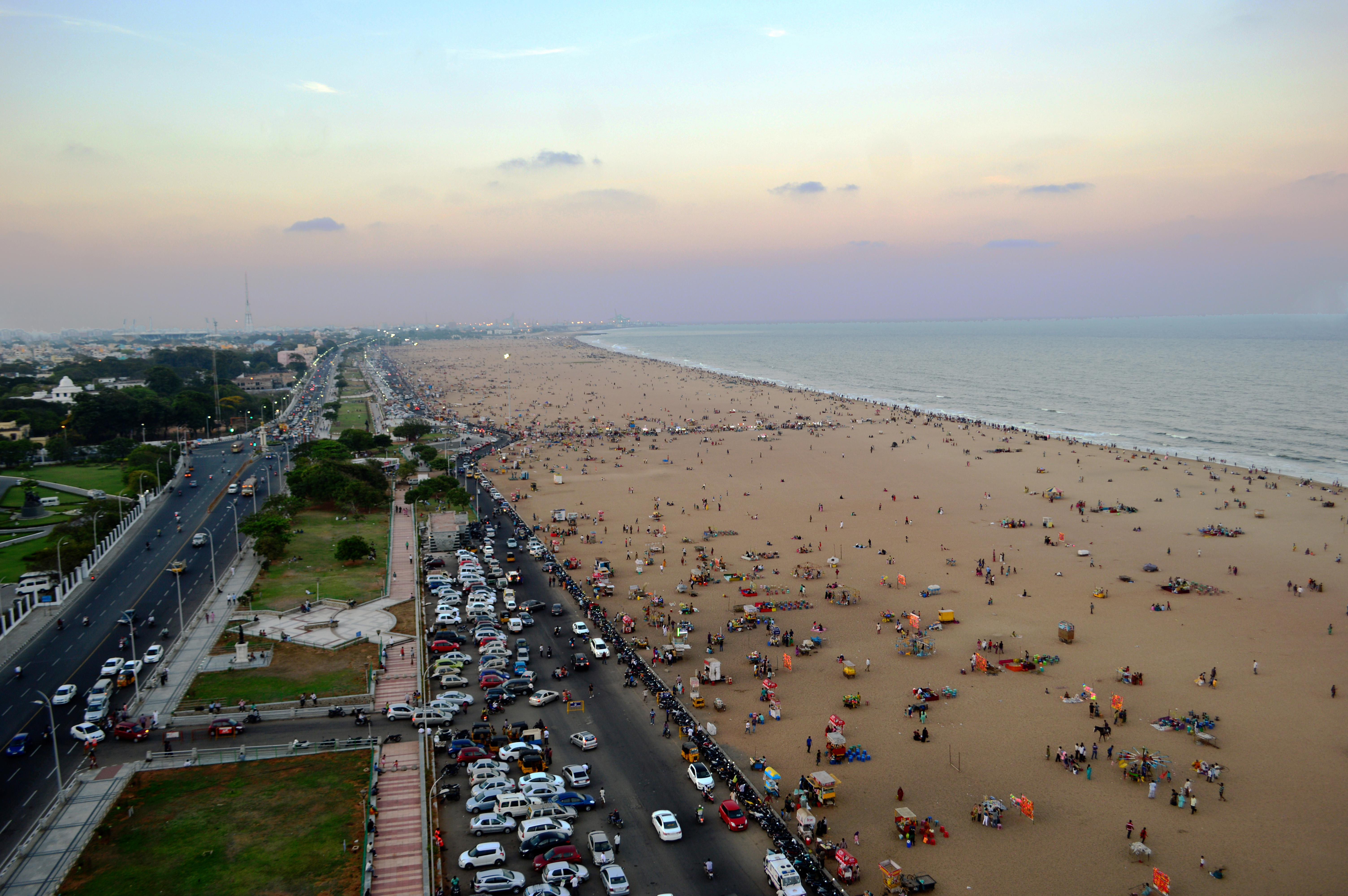
Blick vom Leuchtturm auf den Marina Beach

Der Marina Beach (engl. [məˈriːnə biːtʃ], Tamil: மெரீனா கடற்கரை [ˈmeriːnaː ˈkaɖərkarɛi̯]) ist ein Sandstrand in Chennai (Madras), der Hauptstadt des indischen Bundesstaates Tamil Nadu. Der 13 Kilometer lange Stadtstrand gehört zu den bekanntesten Sehenswürdigkeiten Chennais.

## Topografie

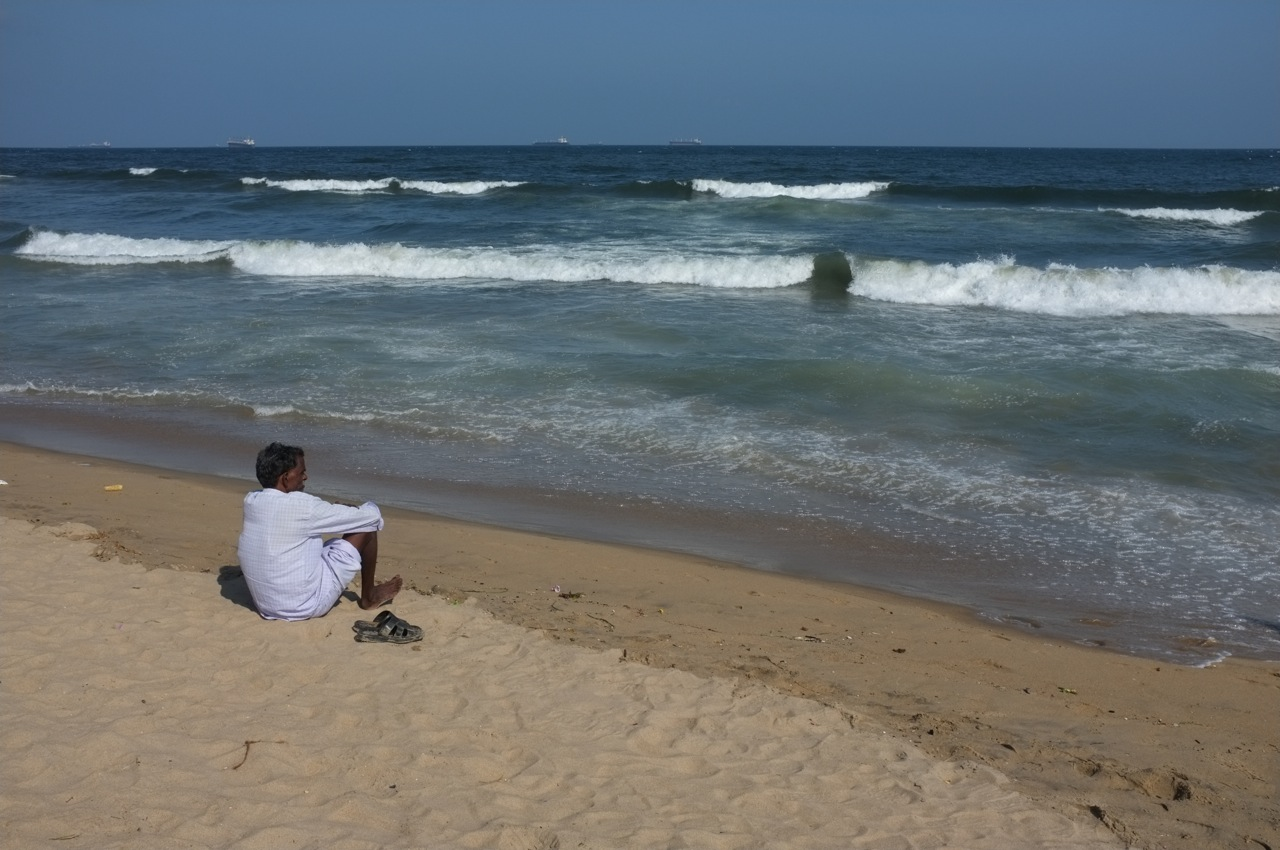
Am Marina Beach

Der Marina Beach beginnt an der Mündung des Cooum-Flusses nahe dem Fort St. George und endet im Stadtteil Besant Nagar im Süden. Die Länge des Strandes beträgt 13 Kilometer. Oft kolportiert wird die freilich zweifelhafte Behauptung, der Marina Beach sei der zweitlängste Strand der Welt. An seiner breitesten Stelle ist der Marina Beach über 400 Meter breit. Dem Verlauf des Strandes folgt die Straße Kamaraj Salai (ehem. Beach Road), eine der Hauptverkehrsachsen Chennais.
Am Nordende des Strandes befinden sich die monumentalen Grabdenkmäler der Politiker C. N. Annadurai und M. G. Ramachandran. Entlang der Kamaraj Salai befinden sich zahlreiche Repräsentationsbauten im indo-sarazenischen Stil der Kolonialzeit (u. a. das Senatsgebäude der University of Madras und das Presidency College), außerdem das sogenannte Ice House, das ein Museum für den Hindu-Philosophen Vivekananda beherbergt, und als weithin sichtbare Landmarke ein 1977 erbauter Leuchtturm. Unweit des Strandes befindet sich im Stadtviertel Santhome die St.-Thomas-Basilika.

## Geschichte

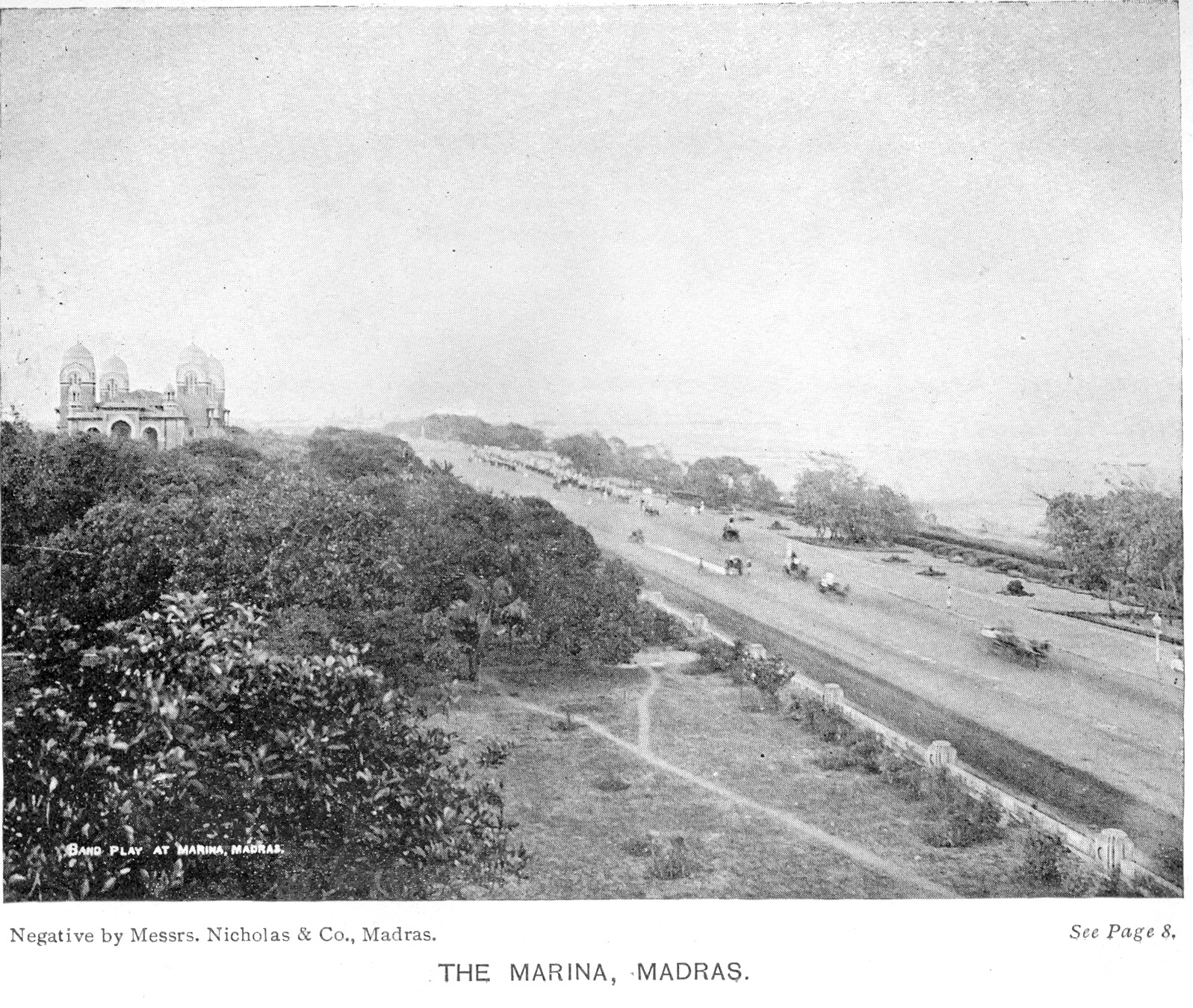
Die Strandpromenade 1913

Bis ins 19. Jahrhundert umfasste der Strand nur einen schmalen Küstenstreifen. Nachdem während der britischen Kolonialzeit zwischen 1875 und 1905 der Hafen nördlich der Cooum-Mündung angelegt worden war, änderte sich die Küstenlinie dramatisch: Durch die von Süden nach Norden verlaufende Küstenströmung begannen sich an dem Strandabschnitt südlich des Hafens immer mehr Sedimente abzusetzen. Der Prozess dauert bis heute an und führt dazu, dass der Marina Beach jährlich um 40 Quadratmeter anwächst und die Flussmündungen des Cooum und Adyar mittlerweile fast völlig versandet sind. Gleichzeitig ist der Küstenabschnitt nördlich des Hafens von Küstenerosion betroffen. Den Namen Marina prägte Mountstuart Elphinstone Grant-Duff, 1881–1886 Gouverneur von Madras, der auch die Strandpromenade anlegen ließ, in Anlehnung an die Stadt Palermo auf Sizilien.
Der Marina Beach war von den verheerenden Tsunami nach dem Erdbeben im Indischen Ozean 2004 betroffen. Die Tsunamiwelle überraschte am Morgen viele Spaziergänger am Strand und forderte rund 160 Todesopfer am Marina Beach.

## Besucher

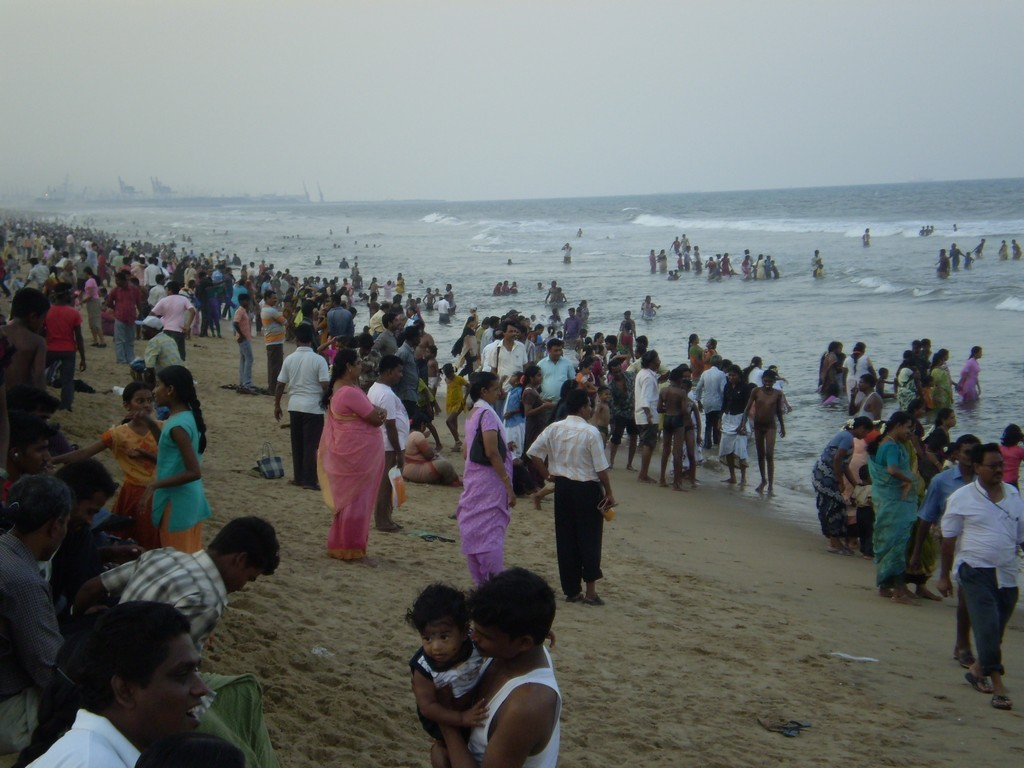
Strandbesucher am Marina Beach

Der Marina Beach gehört zu den beliebtesten Attraktionen Chennais sowohl für Touristen als auch für die Einwohner der Stadt. Vor allem abends und am Wochenende bevölkern große Zahlen an Menschen, die zum Flanieren an den Strand kommen, den Marina Beach. Der große Besucheransturm führt zunehmend zur Vermüllung des Strandes: Im Jahr 2011 fielen allein an einem Tag während des Pongal-Festes 150 Tonnen Müll an. Gleichwohl hat die Stadtverwaltung Chennais sich um die Verschönerung des Strandes bemüht.

## Statuen
Den Marina Beach säumt eine Reihe von Statuen. Zu den dargestellten Personen gehören auch wichtige Persönlichkeiten der jüngeren indischen Geschichte (Mahatma Gandhi, Subhash Chandra Bose, K. Kamaraj), vor allem aber handelt es sich um wichtige Figuren der tamilischen Kulturgeschichte. Hierzu gehören Gestalten aus der tamilischen Literatur (Kannagi), tamilische Dichter sowohl des klassischen Zeitalters (Tiruvalluvar, Ilango Adigal, Kamban, Auvaiyar) als auch der Moderne (Subramaniya Bharati, Bharathidasan), aber auch Ausländer, die sich um das Tamil verdient gemacht haben (Constanzo Beschi, Robert Caldwell, G. U. Pope). Von Norden nach Süden handelt es sich um folgende Statuen:
| Bild | Name                     | Bemerkungen                                                                                        |
| ---- | ------------------------ | -------------------------------------------------------------------------------------------------- |
|      | Robert Caldwell          | Britischer Missionar und Orientalist (1814–1891). Prägte den Begriff der dravidischen Sprachen.    |
|      | Kamban                   | Tamilischer Dichter (12. Jahrhundert?). Autor des Kambaramayanam.                                  |
|      | Ilango Adigal            | Tamilischer Dichter (5. Jahrhundert?). Autor des Silappadigaram.                                   |
|      | „Der Triumph der Arbeit“ | Allegorische Darstellung der Leistungen der Arbeiterklasse.                                        |
|      | Subramaniya Bharati      | Tamilischer Dichter (1882–1921). Begründer der modernen tamilischen Dichtung.                      |
|      | Kannagi                  | Protagonistin des Silappadigaram.                                                                  |
|      | Subhash Chandra Bose     | Indischer Freiheitskämpfer (1897–1945). Kämpfte im Zweiten Weltkrieg auf Seiten der Japaner.       |
|      | Tiruvalluvar             | Tamilischer Dichter (5./6. Jahrhundert?). Autor des Tirukkural.                                    |
|      | G. U. Pope               | Britischer Missionar und Orientalist (1820–1908). Übersetzte klassische Tamil-Texte ins Englische. |
|      | Bharathidasan            | Tamilischer Dichter (1891–1964). Propagierte die Ideologie der Dravidischen Bewegung.              |
|      | Auvaiyar                 | Tamilische Dichterin (12. Jahrhundert?).                                                           |
|      | Constanzo Beschi         | Italienischer Missionar (1680–1742). Verfasste literarische Werke auf Tamil.                       |
|      | Mahatma Gandhi           | Indischer Freiheitskämpfer (1869–1948). Führer der indischen Unabhängigkeitsbewegung.              |
|      | K. Kamaraj               | Tamilischer Politiker (1903–1975). War von 1954 bis 1963 Chief Minister des Bundesstaates Madras.  |